# La Merveilleuse Aventure (film, 1925)
Pour le film de Georg Wilhelm Pabst sorti en 1956, voir La Merveilleuse Aventure.
Pour plus de détails, voir Fiche technique et Distribution.
La Merveilleuse Aventure (titre original : Marriage in Transit) est un film américain réalisé par Roy William Neill, sorti en 1925.

## Synopsis
Un agent des services secrets est chargé de récupérer un code gouvernemental et de capturer les escrocs qui l'ont volé. Comme il ressemble au chef des bandits, il se fait passer pour lui, récupère le code, épouse la fiancée du chef et s'échappe. La jeune femme ignore jusqu'au dernier moment qu'elle a épousé un agent des services secrets au lieu d'un escroc,.

## Fiche technique
- Titre original : Marriage in Transit
- Réalisation : Roy William Neill

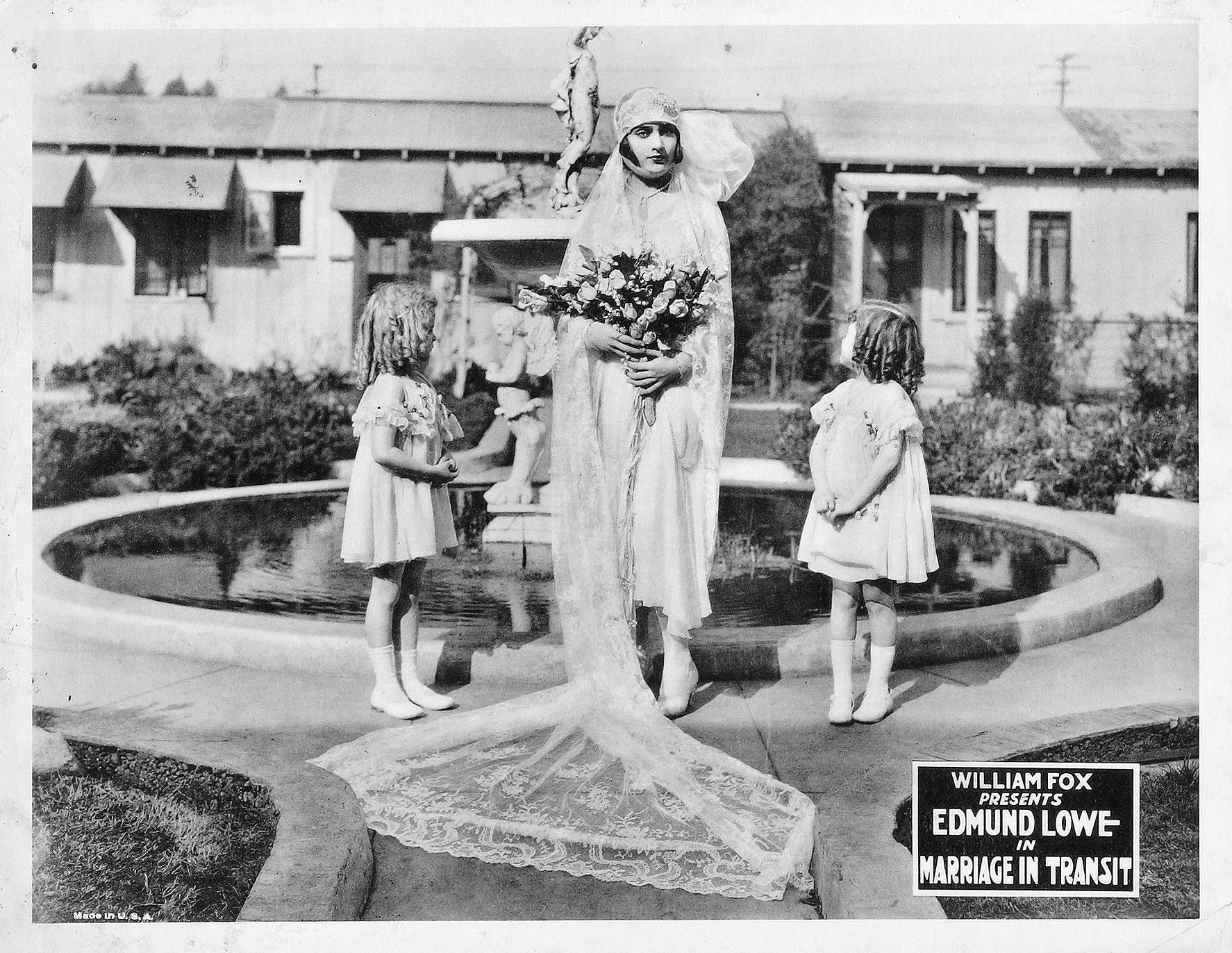
Photo promotionnelle du film.

- Scénario : Dorothy Yost d'après une histoire de Grace Lutz
- Producteur : William Fox
- Photographie : G. O. Post
- Distributeur : Fox Film Corporation
- Durée : 6 bobines
- Date de sortie : 19 mars 1925

## Distribution
- Edmund Lowe : Holden, Cyril Gordon
- Carole Lombard : Celia Hathaway
- Adolph Milar : Haynes
- Frank Beal : Burnham
- Fred Walton : Valet
- Byron Douglas : Conspirateur
- Fred J. Butler : Conspirateur
- Wade Boteler : Conspirateur
- Fred Becker as Conspirateur
- Eddy Chandler : Conspirateur
- Harvey Clark : Aide